# Высокоскоростные железные дороги в России
Высокоскоростное железнодорожное сообщение в России — железнодорожная инфраструктура и подвижной состав, обеспечивающий движение скоростных и высокоскоростных поездов со скоростью выше 200 км/час (Международный союз железных дорог определяет высокоскоростные железные дороги, как железнодорожные трассы, обеспечивающие движение скоростных поездов со скоростью не менее 200 км/ч для обычных модернизированных железнодорожных трасс и 250 км/ч или быстрее для специально построенных под высокие скорости трасс).
По стандартам Международного союза железных дорог в настоящий момент в России нет специально построенных под высокие скорости высокоскоростных железнодорожных магистралей (со скоростью свыше 250 км/ч), однако по этим  стандартам  — железнодорожная линия Санкт-Петербург — Москва (Октябрьская железная дорога, протяжённость 650 км) является первой модернизированной высокоскоростной магистралью в России (со скоростью свыше 200 км/ч). На большей части данной магистрали поезда следуют с максимальной скоростью 200 км/ч; на участке Окуловка — Мстинский мост — до 250 км/ч, минимальное время в пути между столицей и Санкт-Петербургом составляет 3 ч 30 мин. 
Рассматривается также вопрос о проектировании второй ВСМ Москва — Казань. В январе 2019 года было одобрено строительство первого участка магистрали, однако затем проект был отложен из-за нерентабельности и недостаточного пассажиропотока. В ноябре 2021 года стало известно, что правительство России рассматривает возможность отказа от строительства ВСМ в пользу реконструкции и модернизации действующей линии между Москвой и Санкт-Петербургом и наращивания на ней скоростей.

## Первые проекты в СССР

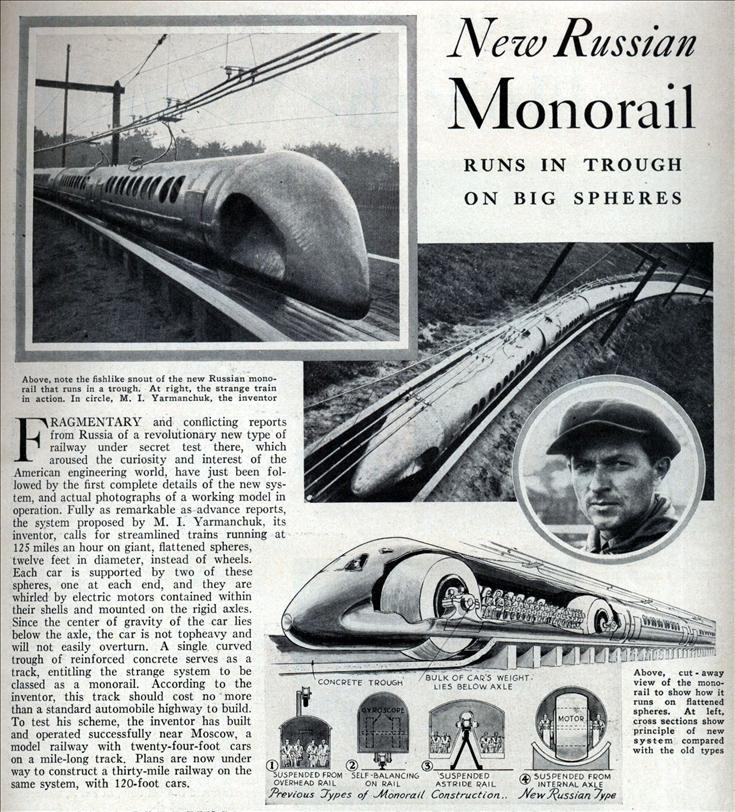
шаропоезд (1932 год)

Шаропоезд Николая Ярмольчука (1932 год), предполагалось, что шаропоезд будет достигать скорости до 300 км/ч.

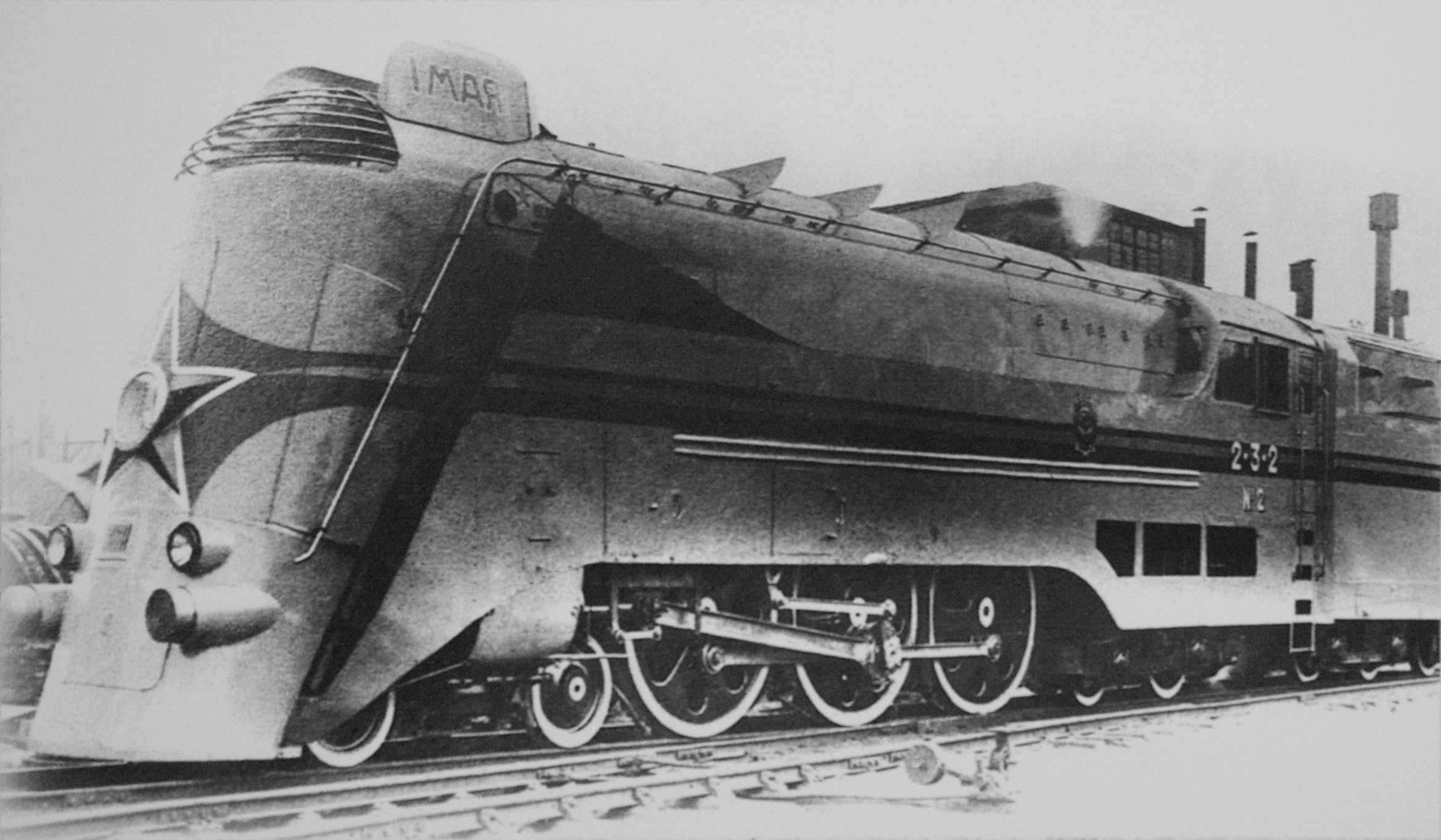
скоростной паровоз 2-3-2К 170 км/ч 1937 год

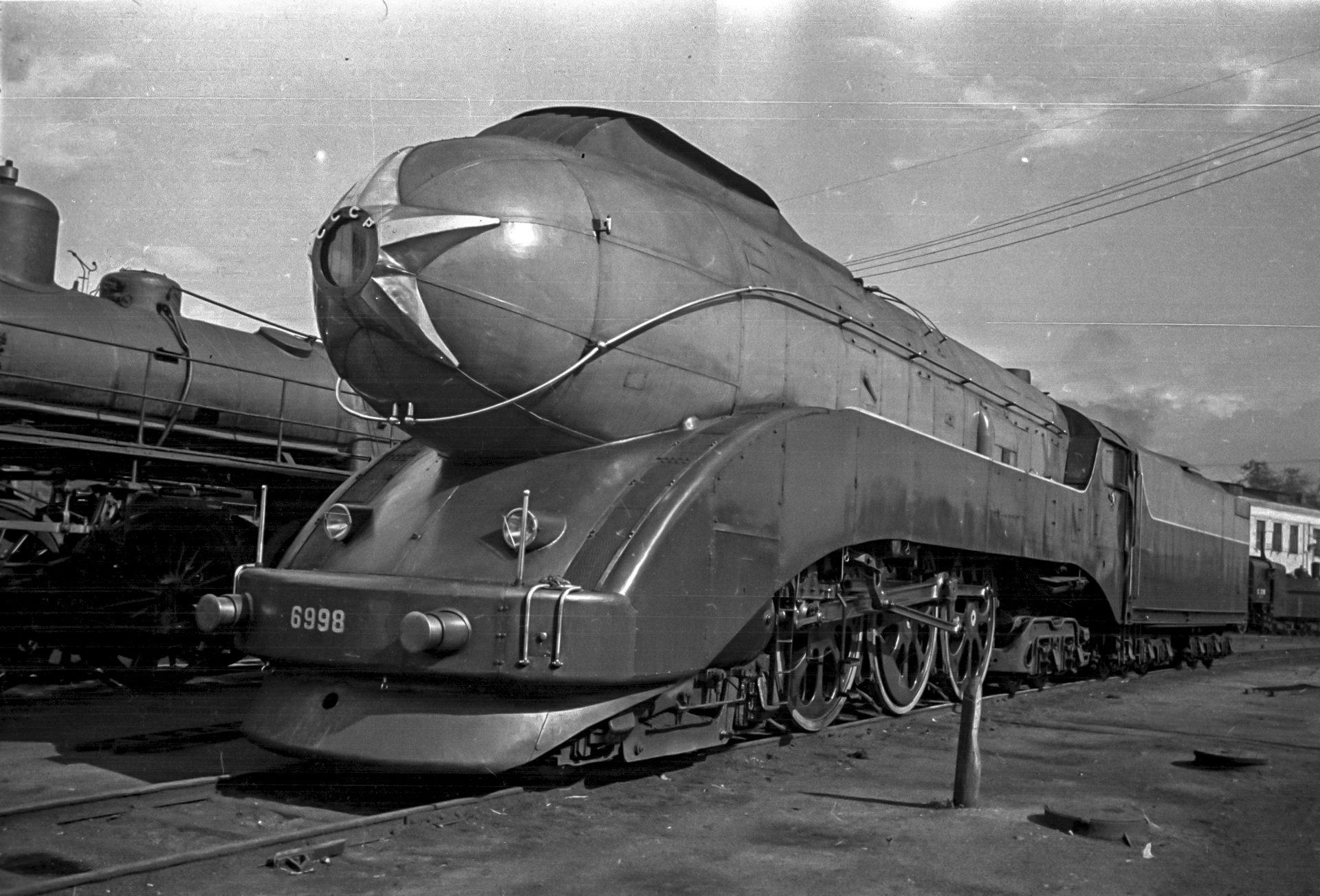
скоростной паровоз 2-3-2В 180 км/ч 1938 год

прототип реактивного поезда 1970-е 250 км/ч

Как одна из альтернативных возможностей высокоскоростного железнодорожного движения и для отработки высоких скоростей на железнодорожных путях, в 1970-х годах проходили испытания вагона-прототипа реактивного поезда, не имеющего моторной тяги тележек колёсных пар.
В конце 1960-х Министерство путей сообщения (МПС) выпустило поручение, по которому к 1974 году ВНИИЖТ, Гипротранс ТЭИ, Мосгипротранс и ЛИИЖТ совместно разработали проект специальной высокоскоростной железной дороги Центр — Юг. Дорога шла от Москвы до Харькова и Лозовой с ответвлениями на Симферополь и Ростов-на-Дону, максимальная скорость поездов на ней должна была составлять 250 км/ч. Строительство дороги планировалось завершить к 1990 году с расчётным временем в пути между Москвой и Сочи 7 ч 3 мин.
Проект так и не был реализован, так как к тому времени главной задачей министерства было справиться с возросшими объёмами грузовых перевозок.
Как первый этап, параллельно был разработан к 1973 году и частично осуществлён проект по переводу на высокие скорости участков Москва—Ленинград Октябрьской железной дороги.

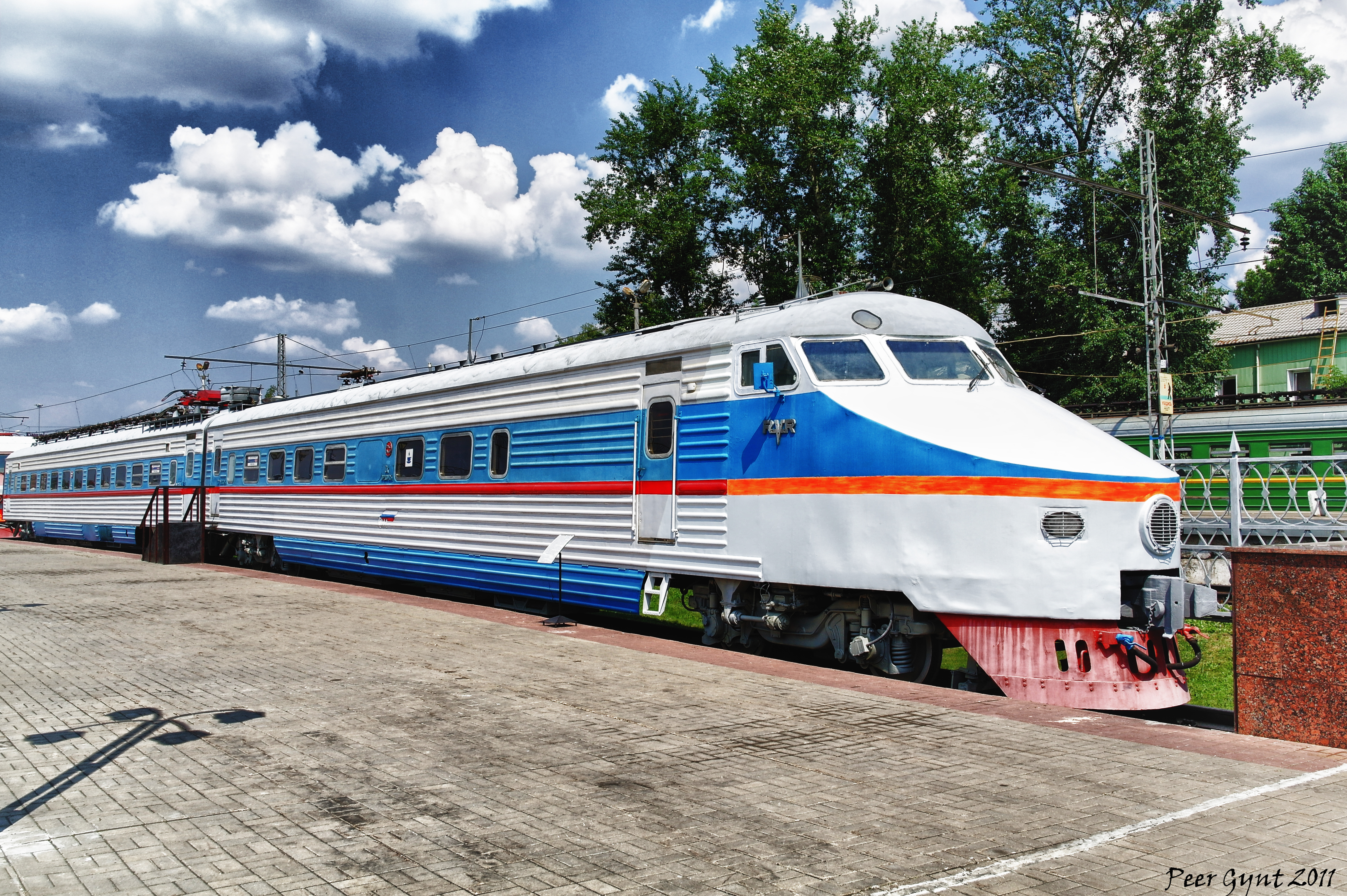
Советский высокоскоростной электропоезд ЭР200 200 км/ч 1984 год

С 1984 года на частично реконструированной этой железной дороге был пущен с небольшой интенсивностью скоростной электропоезд ЭР-200.
В 1986 году Советский Союз присоединился к Европейскому Соглашению о магистральных железнодорожных линиях, а в 1987 году министр путей сообщения СССР Н. С. Конарев дал указание по возобновлению работ по проблеме высокоскоростного пассажирского движения. 30 декабря 1988 года Совет Министров СССР приказом № 1474 утвердил программу «Высокоскоростной экологический чистый транспорт», согласно которой помимо реализации проекта ВСМ Центр—Юг предусматривалось и создание транспорта на магнитном подвешивании (маглев). Максимальная скорость поездов на магистрали теперь должна была составлять 300—350 км/ч, также разрабатывались планы по расширению сети ВСМ. 23 февраля 1989 года в МПС СССР был объявлен план мероприятий по реализации утверждённой программы, при этом магистраль Центр—Юг теперь имела направление Ленинград—Москва—Крым и Кавказ. Руководителем программы был назначен Г. М. Фадеев, а в качестве головного участка была выбрана линия Москва—Ленинград. Планировалось в 1993 году начать и к 1998 завершить строительство новой железной дороги от Москвы до Ленинграда с возможным заходом в Новгород. Электрификация дороги предусматривалась на переменном токе частотой 50 Гц и напряжением 25 кВ. Из-за тяжёлого экономического положения и последующего распада СССР эти планы не были осуществлены.

### СССР
Осенью 1977 года в Белорусском институте инженеров железнодорожного транспорта в Гомеле прошли опыты по созданию системы бесколёсного наземного транспорта на магнитной подвеске. Исследования возглавлял доцент кафедры физики, кандидат технических наук Евгений Моисеевич Фришман. Была сконструирована 100-килограммовая тележка. На высоте 15 миллиметров от стенда её удерживали магниты.
В СССР в 1979 году в городе Раменском (Московская область) был построен экспериментальный опытный участок для ходовых испытаний вагонов на магнитном подвесе в виде эстакады длиной 600 м, впоследствии удлинённый до 980 м. 55°36′15″ с. ш. 38°16′55″ в. д. В период с конца 1970-х по 1980-е годы было создано пять опытных образцов вагонов, получивших обозначения серий от ТП-01 до ТП-05.
Строительство первой магнитной железной дороги было начато в 1987 году в Армении и по плану должно было быть завершено в 1991 г. Эта дорога должна была соединить через Абовян города Ереван и Севан, однако Спитакское землетрясение 1988 года и военные события стали причиной замораживания проекта. Поезда должны были развивать скорость 250 км/ч, в итоге была построена лишь эстакада[где?].

## Проекты в современной России

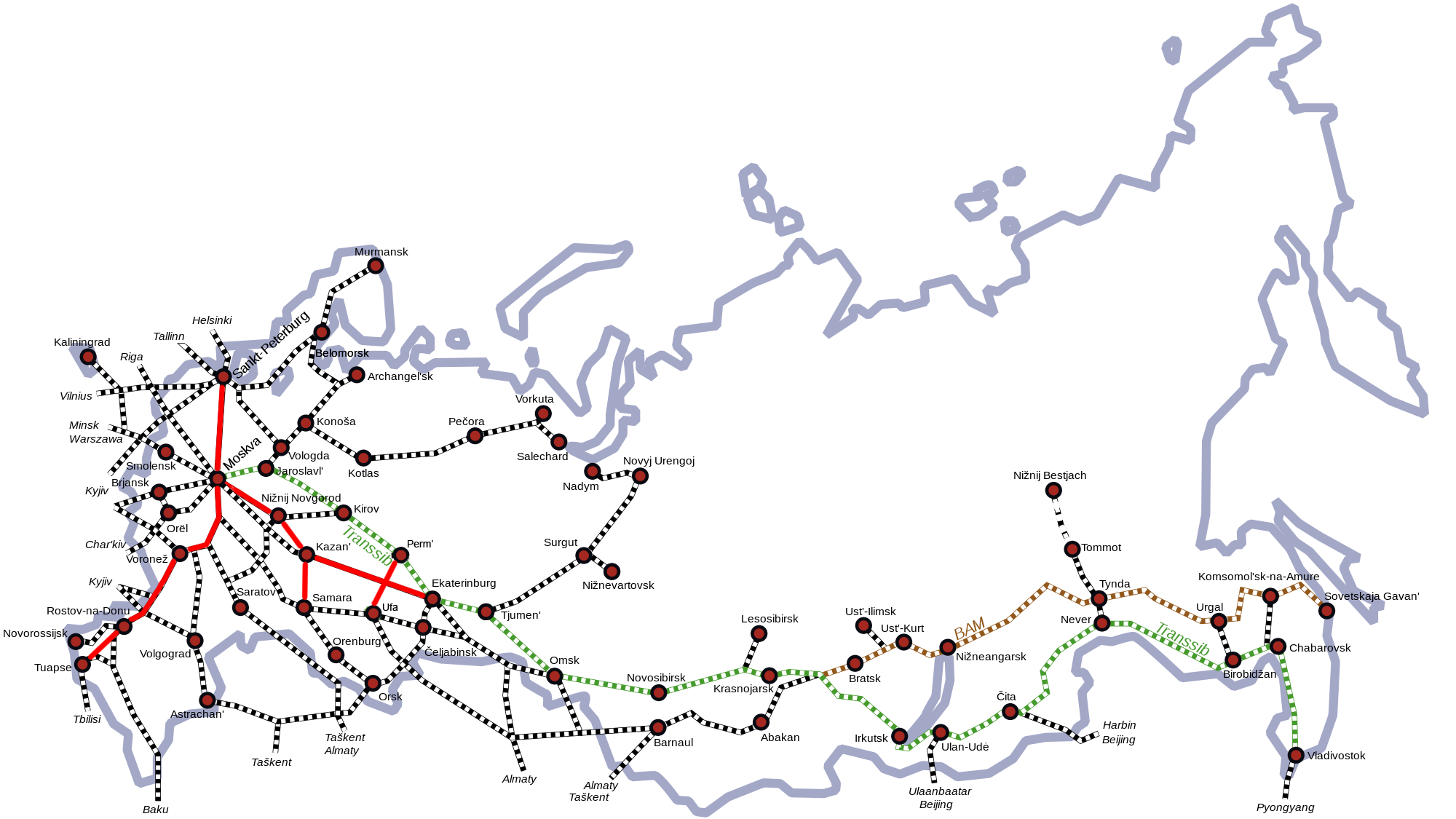
Проекты высокоскоростных железных дорог до 2030 г.

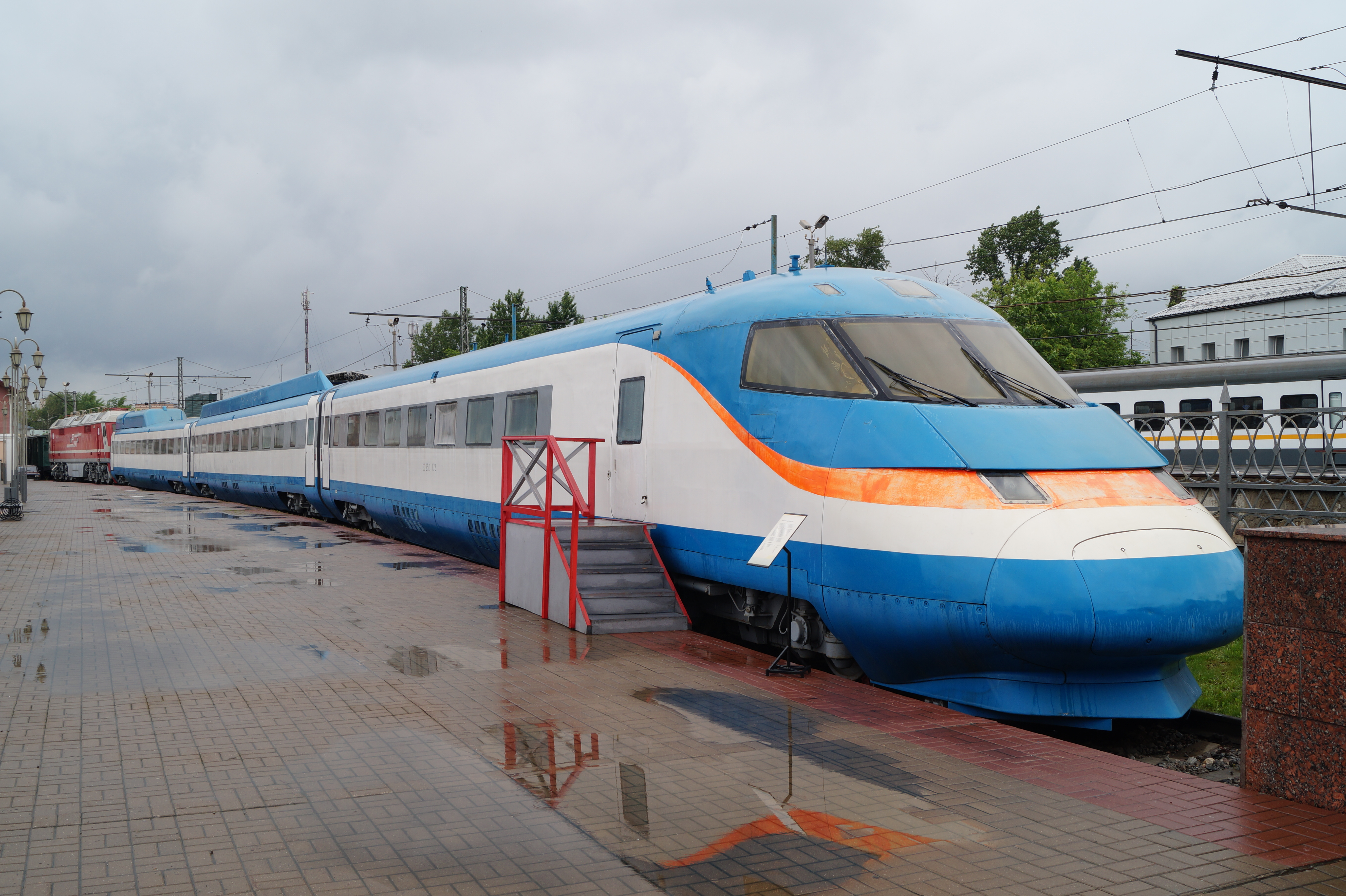
выскоростной поезд «Сокол-250», 250 км/ч

В течение 9 лет разрабатывался, строился и испытывался отечественный скоростной поезд «Сокол-250». В нём были применены многие новаторские идеи. Предполагалось, что он станет этапным перед созданием более скоростного поезда: «Сокол-350» (индексы «250», «350» — ориентировочная максимальная скорость разрабатываемых поездов), который, помимо всего прочего, предполагалось оснащать системой с наклоном кузова для высокоскоростного прохождения кривых. В ходе испытаний была достигнута скорость в 237 км/ч. Однако, в силу ряда причин (в первую очередь политико-экономических), поезд так и не был доведён до эксплуатационного уровня. В 2003 году все работы по электропоезду были полностью прекращены. Весь комплекс работ, включая проведение опытных испытаний на шестидесяти тысячах километров пробега, обошёлся всего в 799,23 млн рублей ($32,5 млн.), что сопоставимо со стоимостью одного обычного серийного поезда типа французского TGV, немецкого ICE или итальянского Pendolino, которые считаются мировыми лидерами высокоскоростного железнодорожного транспорта. По данным КБ разработчика, на доводку необходимо было порядка 3 миллионов долларов.
В мае 2013 года, на совещании у президента В. Путина, были озвучены планы строительства в России 4000 километров высокоскоростных магистралей до 2030 года.

### ВСМ Москва — Казань
В 2015 году начато проектирование первой в России высокоскоростной магистрали ВСМ Москва — Казань. Расчётный срок проектирования — 2 года, строительства — 5 лет.
Однако с 2019 года проект законсервирован (отложен для более точного обоснования рентабельности и подтверждения пассажиропотока), работы по сооружению не начинались.

## Начало скоростного железнодорожного сообщения

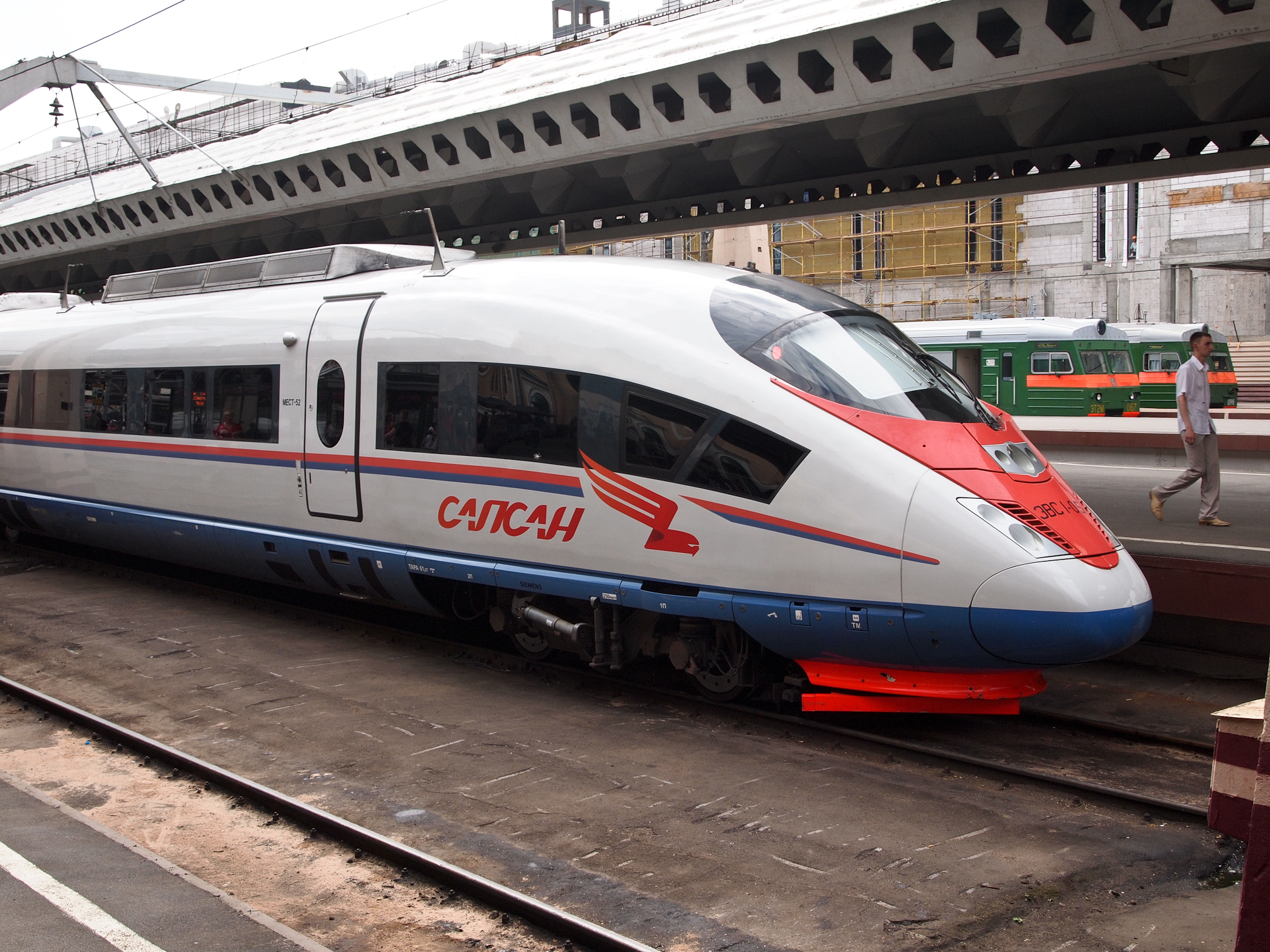
Электропоезд Сапсан

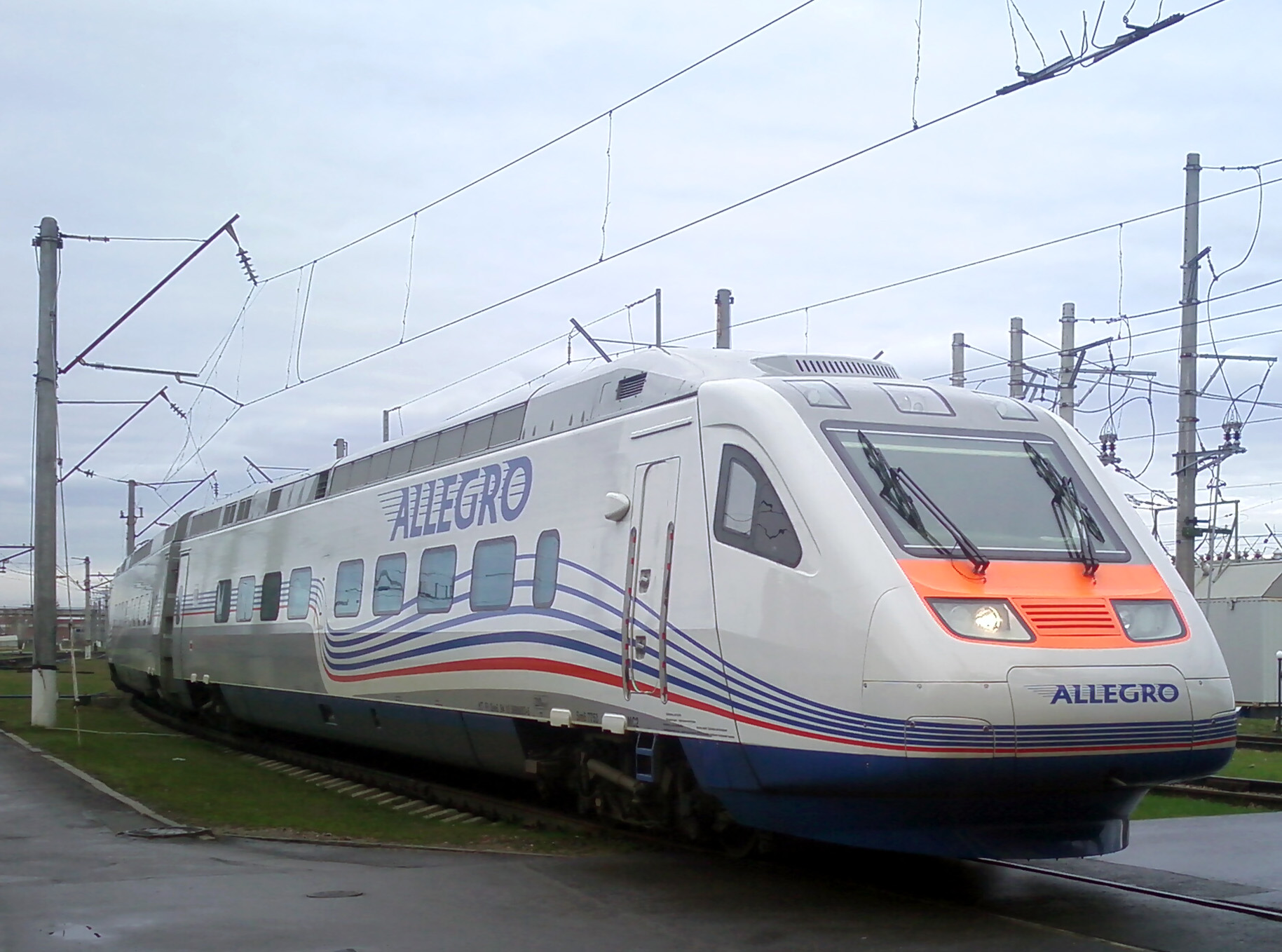
Электропоезд Аллегро

В мае 2006 года ОАО «РЖД» и Siemens Transportation Systems подписали соглашение о поставке 8 высокоскоростных поездов (стоимость контракта — 276 млн евро), способных развить скорость до 250 км/ч (возможно увеличение до 330 км/ч), а также об их сервисном обслуживании в течение 30 лет или на пробег не менее 14 млн км.
Поставляются поезда следующих типов:
- односистемный поезд =3 кВ (версия B1)
- двухсистемный поезд (двойного питания) =3 кВ и ~25 кВ / 50 Гц (версия B2)

20 июля 2007 года в Германии (Крефельд-Юрдинген) состоялась торжественная церемония запуска производства первого высокоскоростного электропоезда Velaro RUS.
26 декабря 2008 — ОАО «Российские железные дороги» представила в Санкт-Петербурге первый скоростной электропоезд «Сапсан» производства немецкой компании Siemens. Пробный рейс нового поезда состоялся в начале августа 2009 года, а регулярное сообщение открылось 18 декабря 2009 года. В ходе эксплуатации, уже 8 февраля следующего года выявлены существенный износ колёсных пар, значительно превышающий расчётный. Минимальное время поездки между двумя столицами составляет 3 часа 30 минут. Во время затяжных снегопадов скорость поезда заметно снижается. Общая стоимость организации скоростного движения между Москвой и Санкт-Петербургом составила более 700 млн евро.
Летом 2010 года открылось скоростное сообщение на поезде «Сапсан» по маршруту Москва — Нижний Новгород (минимальное время в пути 3 часа 55 минут).
12 декабря 2010 года открылось скоростное сообщение на поезде «Allegro» по маршруту Санкт-Петербург — Хельсинки.

### Маглев в России
Первую трассу маглев в России намерен построить Московский институт теплотехники корпорации Роскосмос, трассу намечено ввести в строй к 2025 году.